# WCW Nitro (jeu vidéo)
Cet article concerne jeu vidéo. Pour l'émission de catch, voir WCW Nitro.
WCW Nitro est un jeu vidéo de catch professionnel basé sur l'émission télévisée WCW Monday Nitro et distribué par THQ sur console PlayStation et Nintendo 64 en 1998 et 1999. Le jeu comprend une large liste de personnages jouables inspirés des catcheurs de la World Championship Wrestling (WCW) et de leurs clips vidéo respectifs. WCW Nitro est suivi du jeu vidéo WCW/nWo Thunder, qui était lui basé sur l'autre émission télévisée du même nom. Les versions PC et Nintendo 64 ont été commercialisées en 1999 avec une nouvelle liste de personnages comme dans Thunder. La version PC comprend également un mode de jeu sur Internet via TCP/IP.

## Système de jeu
WCW Nitro était à la base un jeu pour Windows 95. Il utilise un système de jeu similaire à celui de WWF Attitude. Pour réaliser plusieurs prises, le joueur doit faire plusieurs combinaisons de boutons sur la manette. Certains de ceux-ci sont des combos simples à 2-3 boutons pour des mouvements basiques, hiptosses et autre piledrivers. Mais une fois que vous commencez à utiliser des prises plus puissantes, comme les prises de finition, les combos deviennent long et pénible. Il existe un type de match limité (simple, par équipe, tournoi) et aucune modification possible pour ces matchs, signifiant que chacun de ces matchs sont des matchs standard.
Il n'existe également aucun mode saison, ni de possibilité de créer un catcheur. WCW Nitro essuie quand même ces manques avec son immense liste des personnages. Le joueur peut choisir entre seize personnages initialement jouables, ainsi que certains autres déblocables en mode Tournament ; ces derniers vont de catcheurs comme Rey Mysterio, Chris Jericho et Steven Regal aux commentateurs de la WCW et quelques personnages fictifs représentant les développeurs du jeu. WCW Nitro comprend aussi une large panoplie d'arènes et de rings. Monday Nitro est l'arène standard mais les joueurs peuvent en choisir d'autres comme Halloween Havoc, The Great American Bash et Souled Out.

## Accueil
Chris Buckman, rédacteur du site IGN, attribue à WCW Nitro un 4,8 sur 10. Jeff Gerstmann, du site GameSpot, attribue au jeu un 6,9 sur 10 notant « malgré les difficultés graphiques, WCW Nitro reste le meilleur jeu licencié WCW. »